# Minardi PS02
El Minardi PS02 fue un monoplaza de Fórmula 1 con el que Minardi participó en la temporada 2002. Anotó 2 puntos, ambos en Australia cuando el novato Mark Webber terminó quinto. Después de aquella carrera, el coche no anotó más puntos esa temporada.

## Resultados

### Fórmula 1
(Clave) (negrita indica pole position) (cursiva indica vuelta rápida)

| Año  | Motor             | Neu. | N.º | Pilotos          | 1   | 2   | 3   | 4   | 5   | 6   | 7   | 8   | 9   | 10  | 11  | 12  | 13  | 14  | 15  | 16  | 17  | Puntos | Pos. |
| ---- | ----------------- | ---- | --- | ---------------- | --- | --- | --- | --- | --- | --- | --- | --- | --- | --- | --- | --- | --- | --- | --- | --- | --- | ------ | ---- |
| 2002 | Asiatech AT02 V10 | M    |     |                  | AUS | MYS | BRA | SMR | ESP | AUT | MON | CAN | EUR | GBR | FRA | GER | HUN | BEL | ITA | USA | JPN | 2      | 9º   |
| 2002 | Asiatech AT02 V10 | M    | 22  | Alex Yoong       | 7   | Ret | 13  | DNQ | DNS | Ret | Ret | 14  | Ret | DNQ | 10  | DNQ |     |     | 13  | Ret | Ret | 2      | 9º   |
| 2002 | Asiatech AT02 V10 | M    | 22  | Anthony Davidson |     |     |     |     |     |     |     |     |     |     |     |     | Ret | Ret |     |     |     | 2      | 9º   |
| 2002 | Asiatech AT02 V10 | M    | 23  | Mark Webber      | 5   | Ret | 11  | 11  | DNS | 12  | 11  | 11  | 15  | Ret | 8   | Ret | 16  | Ret | Ret | Ret | 10  | 2      | 9º   |

- [1]